# Le Couronnement de la Vierge (Monaco)
Pour les articles homonymes, voir Couronnement de la Vierge (homonymie).
Le Couronnement de la Vierge est un grand polyptyque à tempera et or sur panneau de bois encadré de pilastres (450 × 350 cm aux sommets des pinacles et aux bords des pilastres après sa restauration) réalisé par Lorenzo Monaco (1370-1424), peintre et moine camaldule. L'œuvre est datée de 1414 et conservée au musée des Offices à Florence.

## Histoire
Cette œuvre provient du monastère camaldule Santa Maria degli Angeli de Florence ; elle est signée sur le cadre au-dessus de la prédelle, avec la date de février 1413, du calendrier florentin, année qui commençait le 25 mars (jour de l'Annonciation), correspondant donc à 1414.
Antonio Billi cite cette œuvre au début du XVIe siècle et la décrit comme « élaborée avec grand ornement ». Vers la fin du XVIe siècle, l'œuvre est enlevée de l'autel, car passée de mode, pour être remplacée par une grande toile d'Alessandro Allori, aujourd'hui à la Galleria dell'Accademia de Florence. Le panneau de Lorenzo Monaco  a été retrouvé au XIXe siècle dans l'abbaye camaldule San Pietro a Cerreto, en très mauvais état à cause des infiltrations d'eau qui avaient abîmé une grande partie du bois original. En 1872, l'on procède à une restauration dirigée par Ettore Franchi des Offices.
L'œuvre est restaurée encore en 1990, et les couleurs sont retrouvées, en particulier les bleus très coûteux dus au lapis-lazuli.

## Description
L'œuvre est composée d'un cadre majestueux gravé et doré à la feuille d'or, véritable machine scénique avec trois pinacles surmontées de protiri sur des arceaux plutôt saillants, avec une broderie intérieure de petits arcs et de rinceaux sur les arceaux. En dessus, on trouve trois panneaux en pinacles, avec la partie supérieure du cadre qui a disparu, comportant les peintures au centre Le Christ bénissant trois chérubins et d'une Annonciation d'encadrement sur les côtés. Sur les bords on aperçoit deux pilastres avec des colonnettes torsadées sur les bords, où s'ouvrent des lobes avec des figures peintes de prophètes. En bas, on trouve la prédelle avec six losanges quadrilobés contenant l'Histoire de saint Benoît, fondateur des Bénédictins dont les Camaldules sont issus, et l'Histoire de saint Bernard.

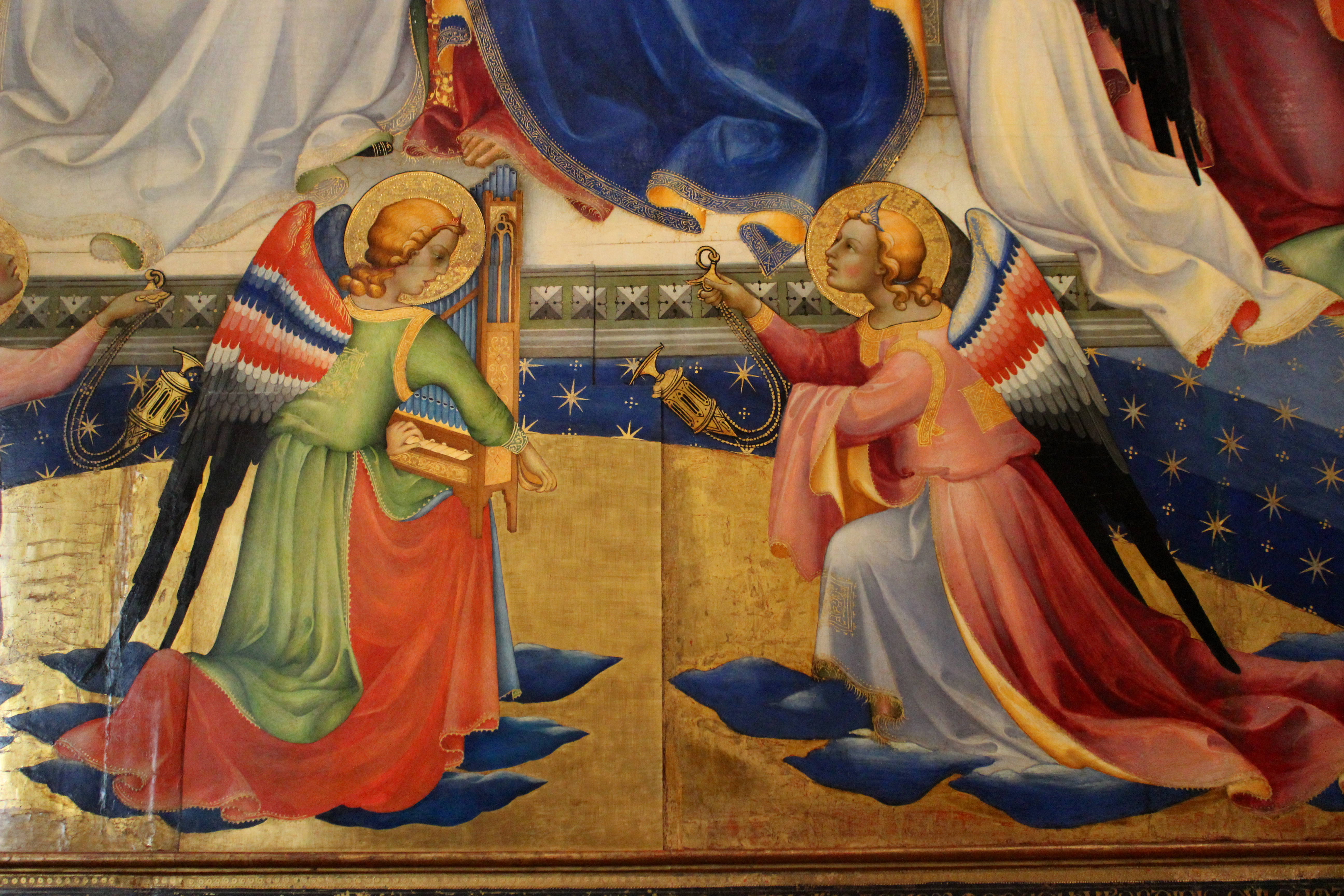
Détail des anges.

Le panneau central est organisé par ses pinacles comme un triptyque, sans solution de continuité spatiale mais unis par le ciel placé en sol. La scène du couronnement de la Vierge est représentée dans une ambiance paradisiaque (les bandes azur et étoilées sous les pieds de la Vierge et de son Fils font allusion aux cieux du paradis), en présence de deux groupes de saints sur les côtés (disposés en trois rangées) et d'un nombre important d'anges derrière le ciborium qui recouvre le trône de Jésus et Marie, et de chaque côté du trône devant, où l'on remarque trois anges thuriféraires. Dans le groupe de saints à gauche, l'on peut reconnaître :
- Saint Jean-Baptiste (première rangée, de la droite)
- Saint Pierre
- Saint Bernard de Clairvaux
- Saint Matthieu (seconde rangée, de la droite)
- Saint Jacques majeur
- Saint Paul
- Saint Étienne
- Saint Donat (troisième rangée, de la gauche)
- Saint Antoine le Grand
- Saint Sigismond

Dans le groupe des sainst à droite, l'on trouve :
- Saint Jean l'Évangéliste (première rangée, de la gauche)
- Saint André
- Saint Benoît
- Saint Laurent (deuxième rangée, de la gauche)
- Saint Barthélemy
- Saint Zénobe
- Saint François d'Assise
- Trois saints sans identification certaine (troisième rangée)

La composition est très encombrée de personnages, mais essentiellement plate, comme dans les œuvres de l'école gothique, tandis que les formes allongées des figures sont fort originales, ainsi que le dessin subtil des draperies, l'utilisation de couleurs froides et éclatantes, avec des notes chatoyantes, ce qui en fait l'une des œuvres les plus représentatives du gothique tardif florentin. Par rapport à d'autres régions d'Italie, il manque la référence dans les peintures des maîtres florentins, au monde courtois ; Lorenzo Monaco en particulier exprime toujours un sentiment religieux profond (souligné ici par le fond d'or).

### Prédelle
On trouve sur la prédelle : 
- Les Funérailles de saint Bernard.
- La Pénitence de saint Benoît.
- La Nativité.
- L'Adoration des mages.
- Saint Bernard donne la règle à  saint Benoît et saint Benoît sauve un frère de la noyade.
- Saint Bernard ressuscite un frère novice.

Éléments de la prédelle
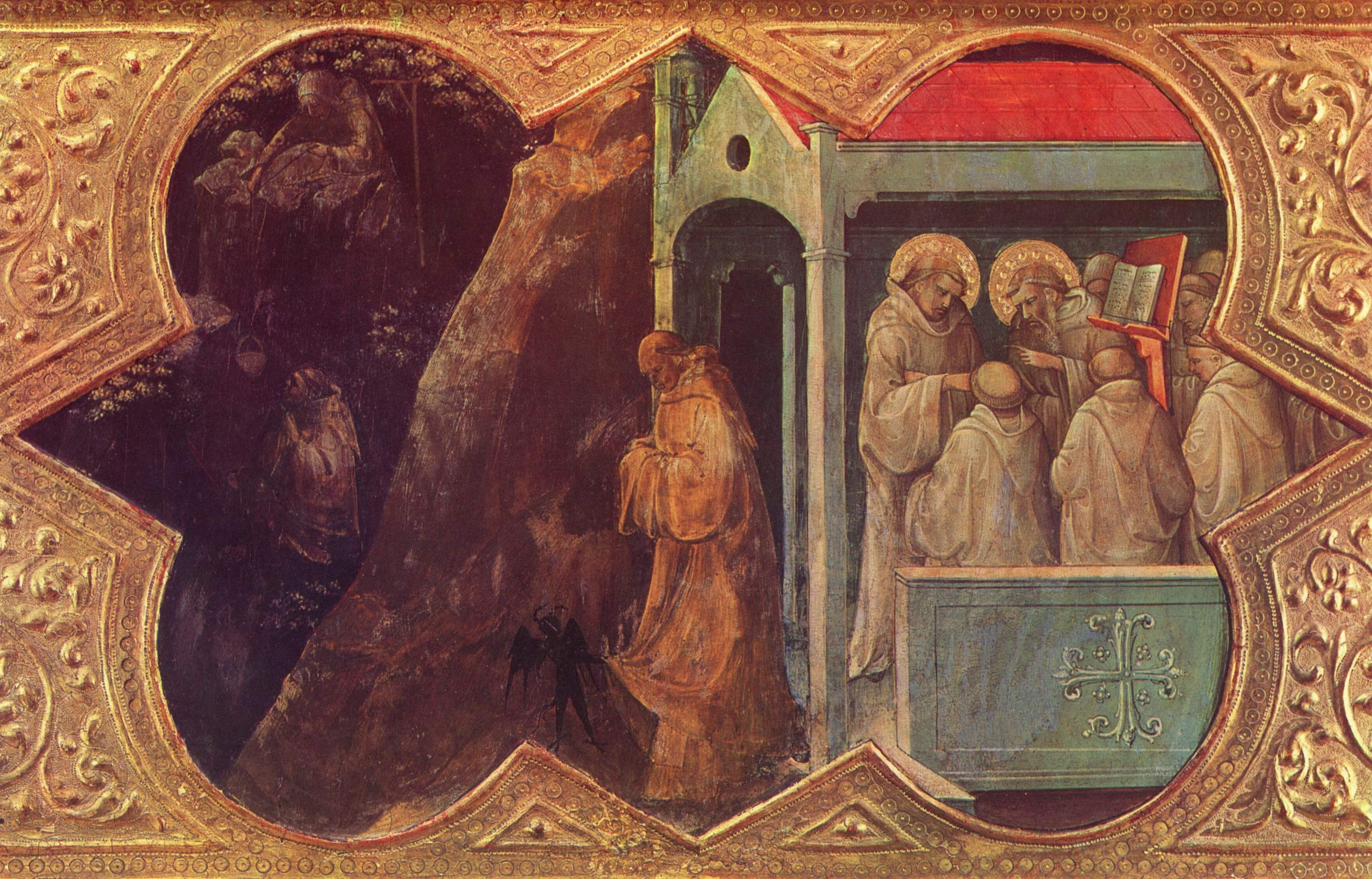
Pénitence de saint Benoît.
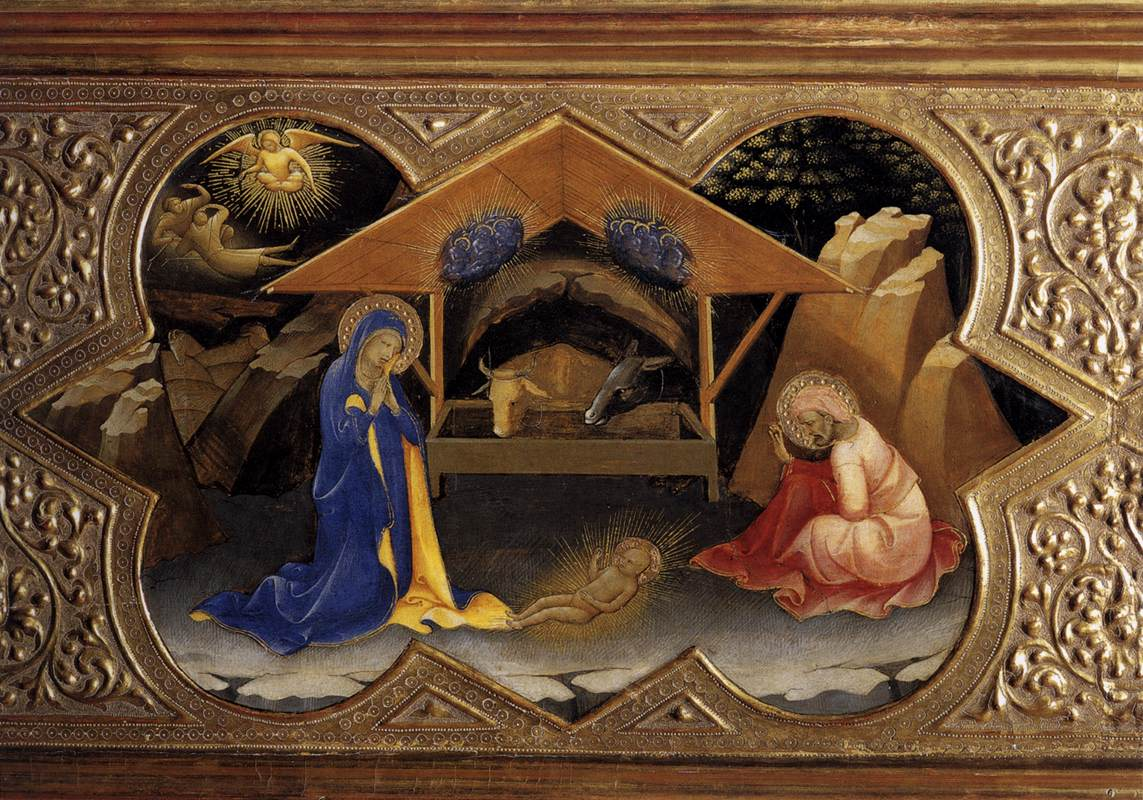
Nativité.
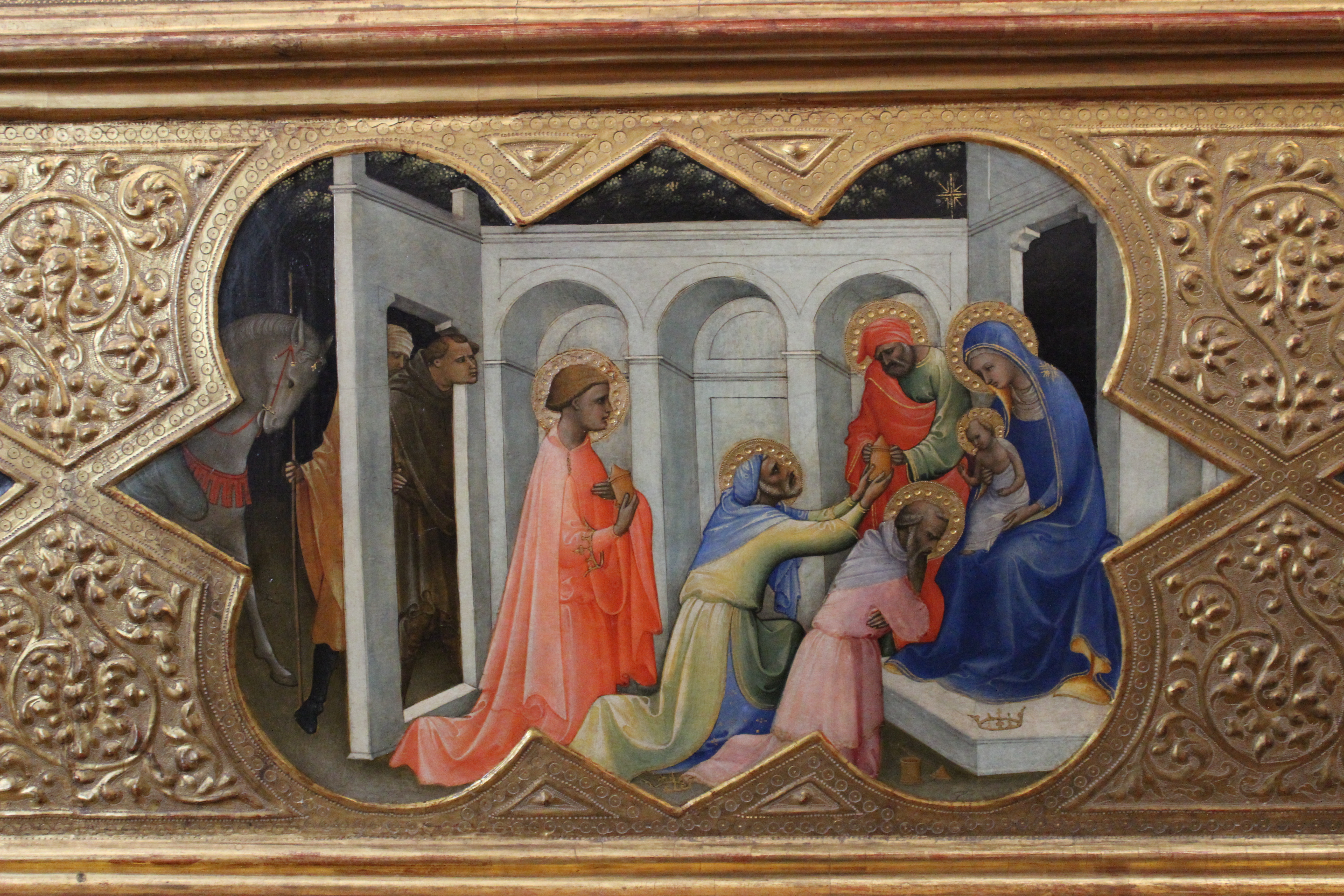
L'Adoration des mages.
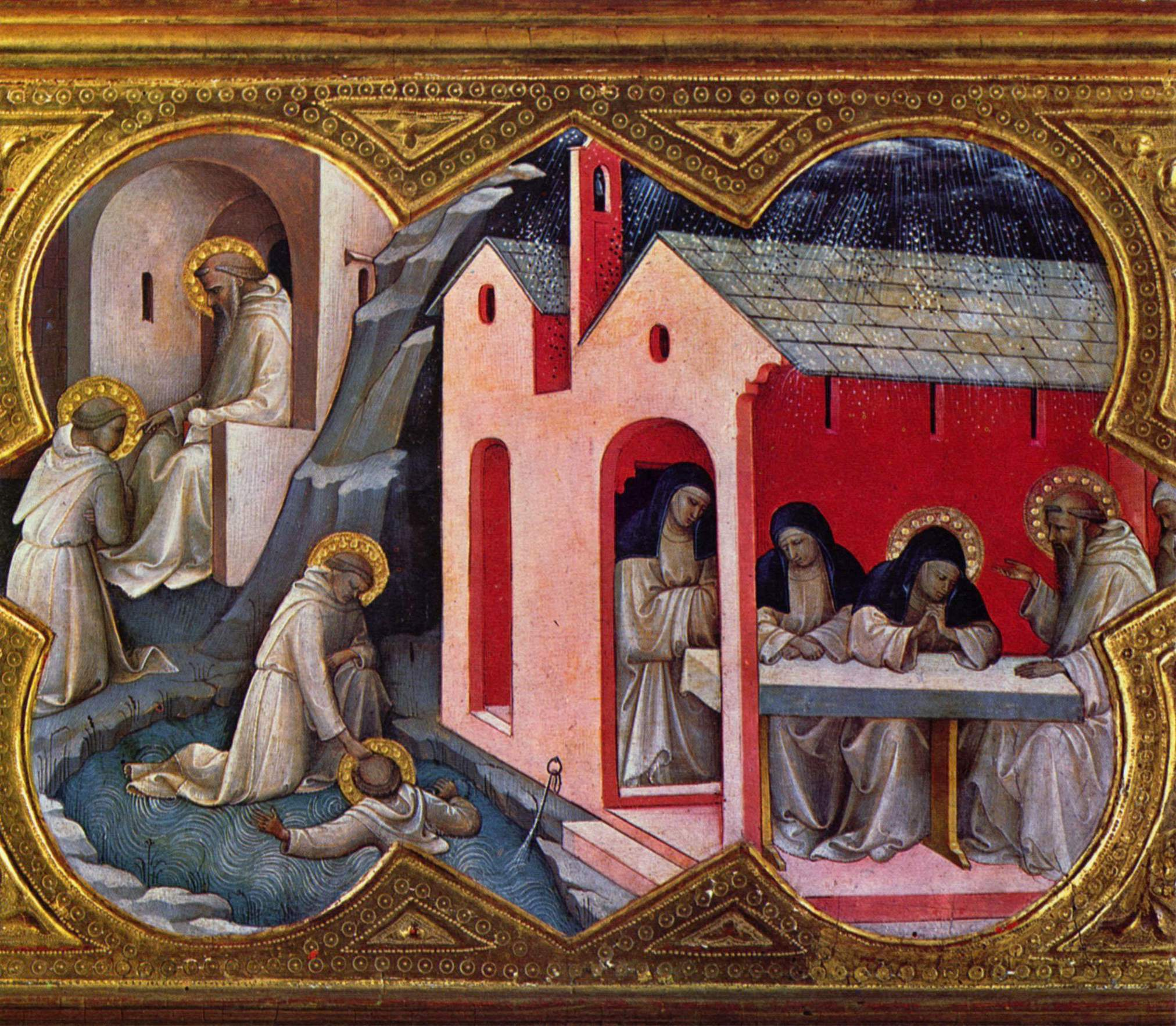
Saint Bernard donne la règle à saint Benoît et Saint Benoît sauve un frère.
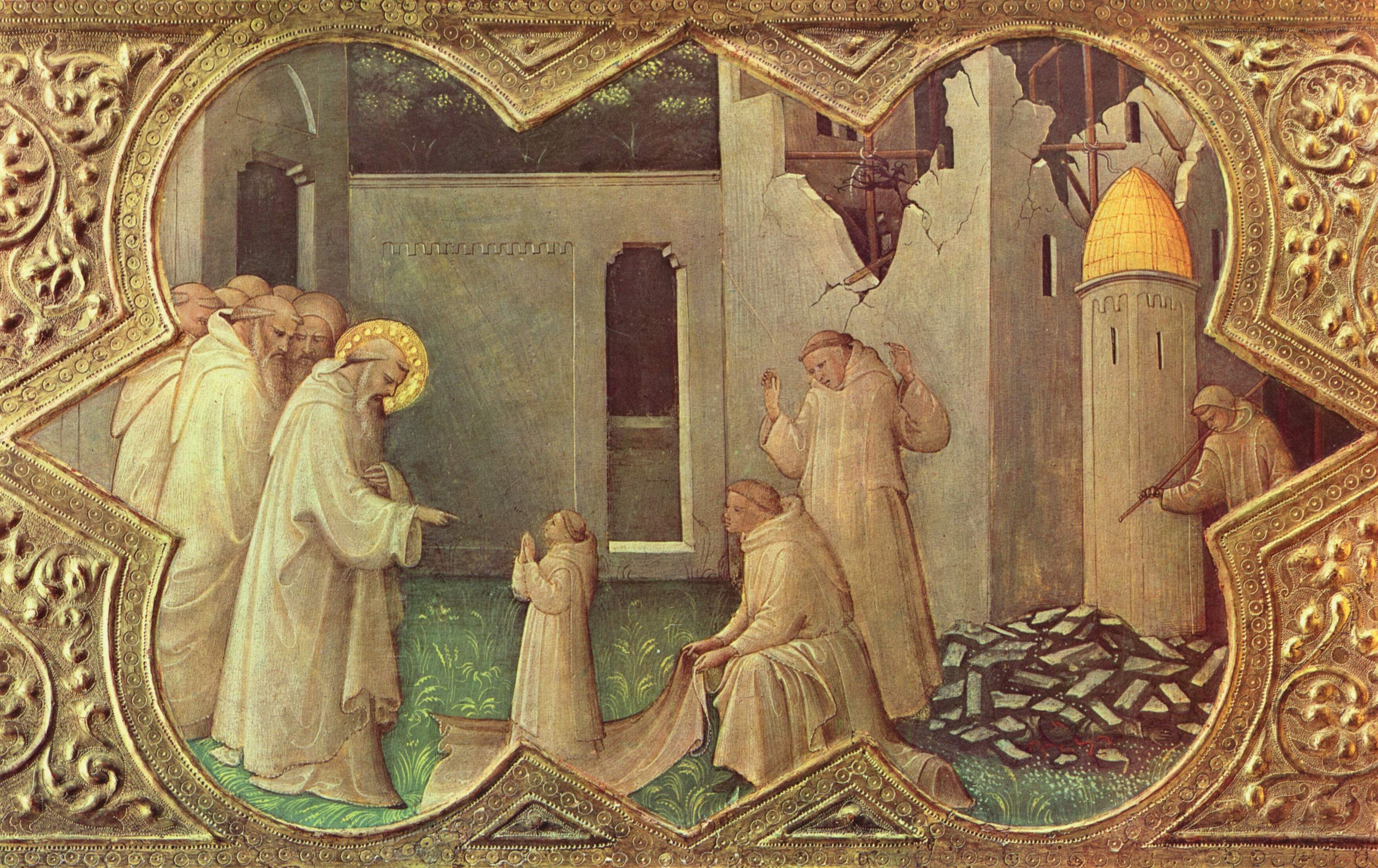
Saint Bernard ressuscite un jeune frère novice.

La présence de saint Bernard et des Cisterciens et celle de saint Benoît et des Bénédictins, rappellent que les Camaldules en sont issus. Lorenzo a pu peindre des scènes très intenses et plus originales, sans le fond d'or habituel.
Au-dessus de la prédelle, figure l'inscription suivante :

« HEC TABULA FACTA EST PRO ANIMA ZENOBII CECCHI FRASCHE ET SUO(RUM) IN RECOMPESATIONE(M) UNI(US) ALTERI(US) TABULE PER EUM IN HOC [TEMPLO POSITA EST PER OPERAM LA]URENTII JOH(ANNI)S ET SUO(RUM) MONACI HUI(US) ORDINIS QUI EAM DEPI(N)XIT AN(N)O D(OMI)NI MCCCCXIII ME(N)SE FEBR(UARII) T(EM)PORE DO(MI)NI MATH(E)I PRIORIS H(UIUS) MONASTER(II) »